# Vaccinium supracostatum
Vaccinium supracostatum là một loài thực vật có hoa trong họ Thạch nam. Loài này được Hand.-Mazz. miêu tả khoa học đầu tiên năm 1934.